# Wolfskapelle (Friebertshausen)

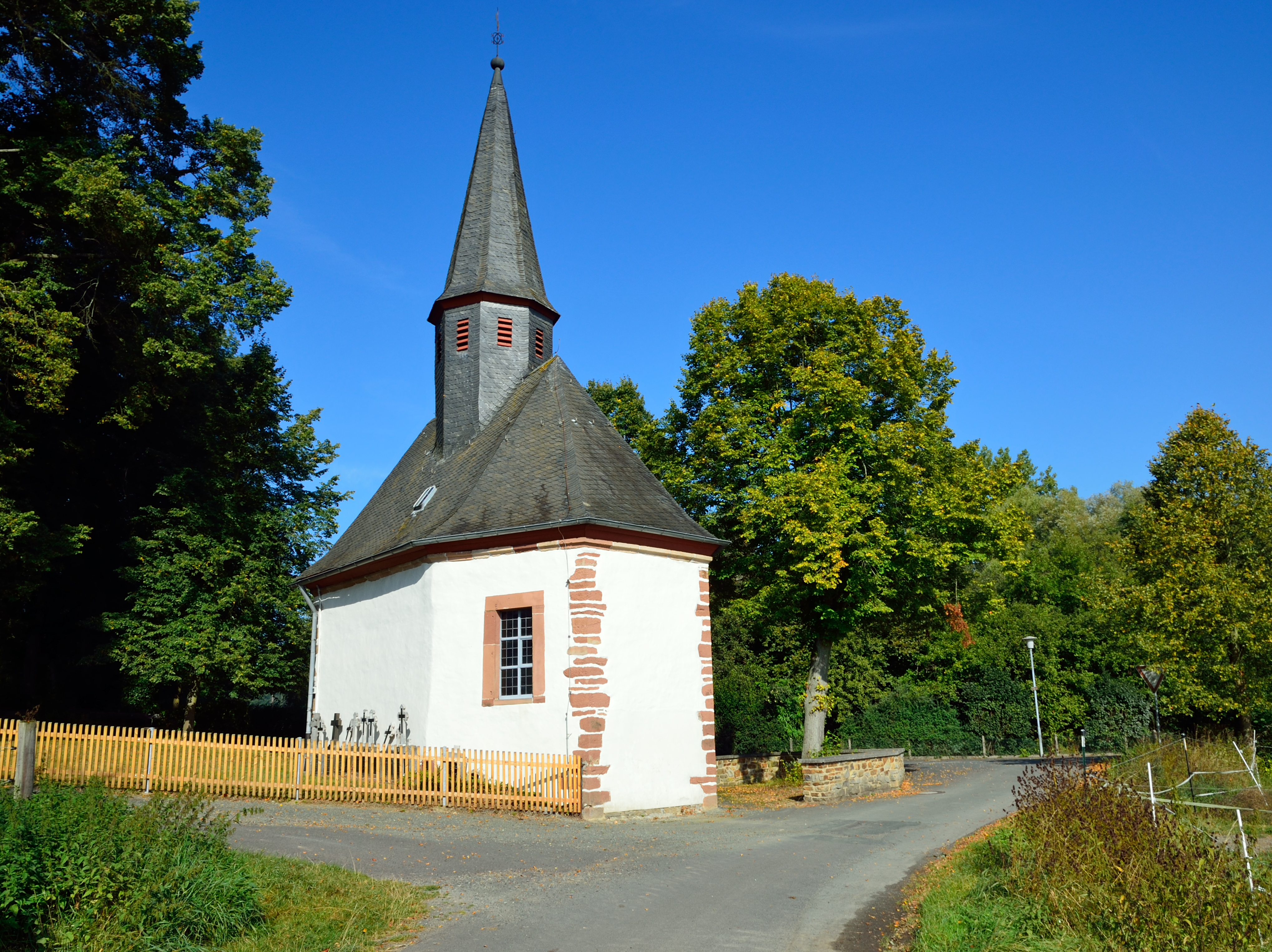
Wolfskapelle

Die Evangelische Wolfskapelle ist ein denkmalgeschütztes Kirchengebäude in Friebertshausen im Hessischen Hinterland. Die Kirchengemeinde Mornshausen gehört zum Dekanat Biedenkopf-Gladenbach in der Propstei Nord-Nassau der Evangelischen Kirche in Hessen und Nassau.

## Beschreibung
Die Kapelle ist der dreiseitig abgeschlossene Chor einer in der zweiten Hälfte des 13. Jahrhunderts erbauten gotischen Kirche, deren Kirchenschiff nach Hochwasserschäden 1741 abgebrochen wurde, während der wiederhergestellte Chor erhalten blieb. Im Jahre 1747 erfolgte eine umfangreiche Renovierung. Die Gewölbe wurden entfernt, die Fenster in rechteckiger Form vergrößert. In jenem Jahre entstand die Empore. Aus dem Satteldach erhebt sich ein achteckiger, schiefergedeckter Dachreiter, der mit einem spitzen Helm bedeckt ist. In ihm hängt eine Kirchenglocke, die 1486 gegossen wurde. 
Der Altar wurde im Jahre 1834 erneuert. Die barocke Kanzel stammt aus der abgebrochenen Kapelle von Mornshausen. Seit dem Jahre 1992 erklingt nun auch eine Orgel.